# Meurtre dans la rue Dante
Pour plus de détails, voir Fiche technique et Distribution.
Meurtre dans la rue Dante (Убийство на улице Данте, Ubiïstvo na ulitse Dante) est un film soviétique réalisé par Mikhaïl Romm, sorti en 1956,.

## Fiche technique
- Scénario : Evgueni Gabrilovitch
- Photographie : Boris Voltchek
- Musique : Boris Tchaïkovski
- Décors : Alekseï Parkhomenko
- Montage : Eva Ladyjenskaïa

## Distribution
- Evgenia Kozyreva : Madeleine Thibault
- Mikhaïl Kozakov : Charles Thibault, fils de Madeleine
- Nikolaï Komissarov : Hippolyte, père de Madeleine
- Maksim Schtrauch : Philipp Thibault, mari de Madeleine
- Rostislav Pliatt : Grin, impresario
- Vladimir Muraviov : Jourden
- Gueorgui Vitsine : Pitou
- Aleksandr Pelevine : Jacques
- Anatoli Koubatski : Isidore
- Pavel Springfeld : Fiancé
- Elena Ponsova : Madame Coupot
- Leonid Goubanov : fils de Madame Coupot
- Guennadi Youdine : acteur
- Oleg Golubitski : Claude Junod
- Valentin Gaft : Marseille Rouger
- Maxim Chatov : enquêteur
- Innokenti Smoktounovski : jeune fasciste
- Piotr Glebov : partisan